# Яльчицький район
Я́льчицький район (рос. Яльчикский район, чув. Елчĕк районĕ) — муніципальне утворення в Росії, у складі Чуваської Республіки.
Адміністративний центр — село Яльчики.

## Географія
Розташований на південному сході республіки. Межує з Татарстаном на півночі, сході та півдні, з Комсомольським районом на заході, з Батиревським на південному заході.

## Історія
Район утворений 5 вересня 1927 року.

## Населення
Населення району становить 16293 особи (2019, 20452 у 2010, 25033 у 2002).

## Адміністративно-територіальний поділ
На території району 9 сільських поселень:
| Поселення                           | Площа, км² | Населення, осіб (2002) | Населення, осіб (2010) | Населення, осіб (2019) | Центр          | Населені пункти |
| ----------------------------------- | ---------- | ---------------------- | ---------------------- | ---------------------- | -------------- | --------------- |
| Великотаябинське сільське поселення | 53,77      | 1549                   | 1210                   | 886                    | Велика Таяба   | 3               |
| Великояльчицьке сільське поселення  | 33,30      | 2160                   | 1800                   | 1466                   | Великі Яльчики | 1               |
| Кільдюшевське сільське поселення    | 70,57      | 2774                   | 2112                   | 1554                   | Кільдюшево     | 7               |
| Лащ-Таябинське сільське поселення   | 88,77      | 3138                   | 2530                   | 2010                   | Лащ-Таяба      | 7               |
| Малотаябинське сільське поселення   | 53,81      | 1883                   | 1413                   | 1056                   | Мала Таяба     | 6               |
| Новошимкуське сільське поселення    | 71,15      | 2563                   | 2097                   | 1620                   | Нові Шимкуси   | 7               |
| Сабанчинське сільське поселення     | 41,10      | 1507                   | 1260                   | 983                    | Сабанчино      | 6               |
| Яльчицьке сільське поселення        | 64,52      | 5366                   | 4843                   | 4281                   | Яльчики        | 6               |
| Янтіковське сільське поселення      | 90,21      | 4093                   | 3187                   | 2437                   | Янтіково       | 10              |

## Найбільші населені пункти
Населені пункти з чисельністю населення понад 1000 осіб:
| № | Населений пункт | Населення, осіб (2002) | Населення, осіб (2010) |
| - | --------------- | ---------------------- | ---------------------- |
| 1 | Яльчики         | 2 732                  | 2 544                  |
| 2 | Великі Яльчики  | 2 160                  | 1 800                  |

## Господарство
Район в основному сільськогосподарський: 67 % валової продукції припадає на сільськогосподарське виробництво. Спеціалізація району — зерново-овочівницька (58 % сільгосппродукції припадає на частку рослинництва і 42 % — на частку тваринництва). Вирощують зернові, картопля, овочі відкритого ґрунту, хміль, ведеться м'ясо-молочне скотарство, вівчарство, бджільництво. В цілому на частку Яльчицького району припадає понад 5 % сільськогосподарської продукції республіки.
Промисловість представлена в основному переробкою сільськогосподарської продукції. У районі виробляють хлібобулочні вироби, крохмаль, масло, сир, ковбаси тощо. Великі підприємства зосереджені в районному центрі. Є цех художнього ткацтва з виготовлення трикотажних виробів. В районі діє філія Чебоксарського машинобудівного заводу в Нових Шимкусах.